# Charles Gayle

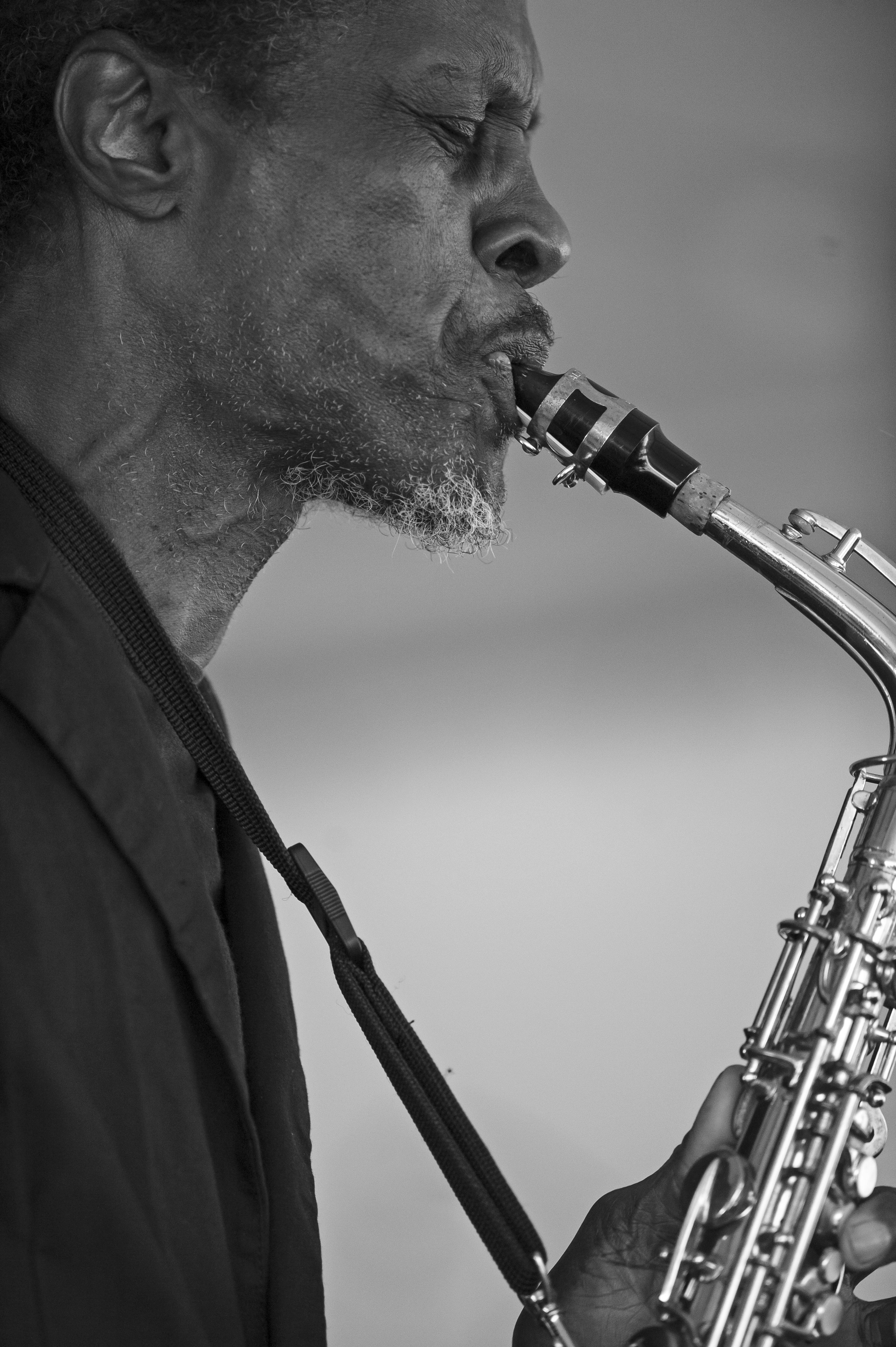
Charles Gayle

Charles Gayle (28 de febrero de 1939 - 7 de septiembre de 2023) fue un músico de free jazz estadounidense. Inicialmente conocido como un saxofonista que saltó a la fama en la década de 1990. También actuó como pianista, clarinetista bajo, bajista y percusionista. 

## Biografía
Nació el 28 de febrero de 1939 en Buffalo, Nueva York.   Parte de su historia no ha quedado clara debido a su renuencia a hablar de su vida en las entrevistas.   Enseñó brevemente música en la Universidad de Buffalo antes de mudarse a Nueva York a principios de la década de 1970. 

Estuvo sin hogar durante aproximadamente veinte años, tocando el saxofón en las esquinas y andenes del metro de Nueva York.      Había descrito haber tomado una decisión consciente de quedarse sin hogar: "Tuve que deshacerme de mi historia, de mi vida, todo tenía que terminar ahí mismo, y si sobrevives esto, bien, y si no, no lo harás. No puedo pagar el alquiler, los trabajitos, los cuartos pequeños, rascar y todo eso, ¡no!".  Al mismo tiempo, esto le permitió a Gayle dedicar la mayor parte de su tiempo a tocar música, aunque a menudo ganaba menos de 3 dólares al día tocando en la calle:
Primero que nada, toqué por tocar porque necesito tocar. En segundo lugar, el dinero, un dólar, significaba mucho para mí en ese momento. Tocar allí es obviamente diferente a tocar en un escenario, pero eso es muy rico. Es todo un 'otro mundo de juego'. Quiero decir, solía caminar desde Times Square, por ejemplo, hasta tocar en Wall Street. Podría regresar y nunca dejar de jugar. No pensé en ello como nada más que lo que era. Eran personas y no me preocupaba demasiado lo que pensaran. Estaba jugando, tenía que jugar. También tuve que comer de alguna manera y no soy de los que extienden la mano. A veces me quedaba ahí jugando con una taza de café y la gente ponía dinero en mi café [Risas] y eso no se nota en el escenario. Eso es hermoso. 
Cuando Gayle salió a la calle por primera vez, no imaginó que permanecería sin hogar tanto tiempo, aunque estimó que este período duró más cerca de quince años que de veinte. 
En 1988, ganó fama a través de un trío de álbumes grabados en una semana y lanzados por el sello sueco Silkheart Records. 
La música de Gayle es espiritual  y está fuertemente inspirada en el Antiguo y el Nuevo Testamento. Gayle explicó: "Quiero que la gente disfrute de la música y si, de alguna manera, puede sugerir algo sobre el Señor, para su beneficio, eso sería lo primero en mi mente".  Había dedicado explícitamente varios álbumes a Dios. Su infancia estuvo influenciada por la religión y sus raíces musicales se remontan a la música góspel negra. Había actuado y grabado con Cecil Taylor, William Parker y Rashied Ali. El trabajo más famoso de Gayle hasta la fecha es el álbum Touchin' on Trane (FMP) con Parker y Ali, que recibió el galardón "Crown" de Penguin Guide to Jazz.
Aunque estableció su reputación principalmente como saxofonista tenor, recurrió cada vez más a otros instrumentos, en particular el piano (que era, de hecho, su instrumento original) y el saxofón alto. Más controvertido, a veces había incluido largos discursos hablados a la audiencia en sus conciertos tocando sus creencias políticas y religiosas: "Entiendo que cuando empiezas a hablar sobre fe o religión, quieren que lo mantengas en una caja, pero no voy a hacer eso. No porque me esté aprovechando de ser músico, soy el mismo en todas partes, y la gente tiene que entender eso".  Gayle a veces actuaba como mimo, "Streets the Clown". "Streets significa para mí, en primer lugar, una liberación de Charles. No soy bueno para ser el centro de atención... Es una liberación de Charles, aunque soy yo en el escenario, soy una persona diferente". 
En 2001, grabó un álbum titulado Jazz Solo Piano. Consistía principalmente en sencillos estándares de jazz y fue una respuesta a los críticos que afirman que los músicos de free jazz no pueden tocar bebop. En 2006, Gayle siguió con un segundo álbum de piano solo, esta vez con material original, titulado Time Zones.
Aparece en el documental de jazz de 1985, "Rising Tones Cross", dirigido por Ebba Jahn. Se le ve jugando con Rashied Ali, Marilyn Crispell y muchos otros, y se le entrevista. 
Murió en Brooklyn, Nueva York, el 7 de septiembre de 2023, a la edad de 84 años.  

## Discografía

### Como líder o colíder
- Always Born (Silkheart, 1988)
- Homeless (Silkheart, 1989)
- Spirits Before (Silkheart, 1988)
- Repent (Knitting Factory, 1992)
- More Live at the Knitting Factory (Knitting Factory, 1993)
- Touchin' on Trane (FMP, 1993)
- Consecration (Black Saint, 1993)
- Raining Fire (Silkheart, 1993)
- Translations (Silkheart, 1993)
- Live at Disobey (Blast First, 1994)
- Kingdom Come (Knitting Factory, 1994)
- Unto I Am (Victo, 1995)
- Testaments (Knitting Factory, 1995)
- Delivered (2.13.61, 1997)
- Berlin Movement from Future Years (FMP, 1997)
- Solo in Japan (PSF, 1997)
- Daily Bread (Black Saint, 1998)
- Ancient of Days (Knitting Factory, 1999)
- Abiding Variations (FMP, 1999)
- Jazz Solo Piano (Knitting Factory, 2001)
- Precious Soul (FMP, 2001)
- No Bills (Long Arms, 2005)
- Shout! (Clean Feed, 2005)
- Time Zones (Tompkins Square, 2006)
- Live at Glenn Miller Cafe (Ayler, 2006)
- Consider the Lilies (Clean Feed, 2006)
- Blue Shadows (Silkheart, 2007)
- Forgiveness (Not Two, 2008)
- Live at Crescendo (Ayler, 2008) con By Any Means (Gayle, William Parker, y Rashied Ali)
- Our Souls: Live in Vilnius (NoBusiness, 2010)
- Streets (Northern Spy, 2012)
- Look Up (ESP Disk, 2012)
- Christ Everlasting (For Tune, 2015)
- Solar System (For Tune, 2017)
- Seasons Changing (Otoroku 2019)
- The Alto Sessions (El Negocito, 2019)

### Como acompañante
- Sunny Murray, Illuminators (Audible Hiss, 1996)
- William Parker, Requiem (Splasc(H), 2006)
- William Parker. For Those Who Are, Still (Aum Fidelity 2015) Charles Gayle on Disc Three.
- Henry Rollins, Everything (2.13.61, 1996)
- Henry Rollins, Weighting (2.13.61, 2003)
- Sirone and Billy Bang, Configuration (Silkheart, 2005)
- Cecil Taylor, Always a Pleasure (FMP, 1996)